# Vnyesekonombank
A Vnyesekonombank (VEB) (oroszul: Внешэкономбанк (ВЭБ)) egy orosz bank, a Külkereskedelmi Bank, amit orosz befektetési banknak is mondanak. 2016 február 26-án Szergej Nyikolajevics Gorkovot nevezték ki a bank elnökének, a korábbi elnököt, Alekszandr Vlagyimirovics Dmitrijevet váltva ezen a pozíción. Az intézményt az orosz kormány használja az orosz gazdaság támogatására és fejlesztésére, az orosz államháztartási hiány és a nyugdíjak kezelésére.
2005-ról 2006-ra megduplázta a vállalat vagyonát 6 milliárd amerikai dollárról 12 milliárd $-ra, bevétele 239 millió $-ról to 301 millió $-ra emelkedett. Az Állami Duma 2007 áprilisában elfogadott egy államszövetségi törvényt, mely a VEB működését szabályozza. 2009-ben lett a Malév kisebbségi tulajdonsa a Vnyesekonombank. 2010-ben márciusában egy februári szerződés értelmében kiszáll a Malévből.